# Csomós László
Csomós László (Budapest, 1945. január 7. – Pétervására, 2002. október 17.) magyar vendéglős, politikus, országgyűlési képviselő.

## Életpályája

### Iskolái
Az általános iskolát Taron, a középiskolát Salgótarjánban a Kereskedelmi és Vendéglátó-ipari Szakmunkásképző Intézetben végezte, felszolgáló és melegkonyhás képesítést szerzett. 1962–1966 között a salgótarjáni Vendéglátóipari Technikumban tanult; étteremvezetőként végzett. 

### Pályafutása
1959–1964 között a salgótarjáni Vendéglátóipari Vállalatnál dolgozott. 1964–1974 között a Hungarhotels salgótarjáni szállodájában tevékenykedett. 1974–1975 között a balatonfüredi szállodában dolgozott. 1975–1977 között a Pásztó és Vidéke ÁFÉSZ-nál volt. 1977–1994 között a Pétervásárai ÁFÉSZ munkatársa volt. 1979–1982 között a Szécsényi ÁFÉSZ-nál dolgozott. 1985–1995 között Bükkszéken vendéglős volt.

### Politikai pályafutása
1972–1982 között az MSZMP tagja volt; kizárták. 1990-től az MSZP tagja volt. 1990–1994 között a bükkszéki szervezet titkáraként dolgozott. 1994–1998 között országgyűlési képviselő (Pétervására) volt. 1994-től bükkszéki önkormányzati képviselő, a Heves Megyei Közgyűlés tagja volt. 1996–1998 között a Mentelmi, összeférhetetlenségi és mandátumvizsgáló bizottság tagja volt. 1998-ban képviselőjelölt volt.

## Családja
Szülei: Csomós László (1920-?) és Sándor Rozál (1922–1987) voltak. Két gyermeke született: Péter (1966) és Renáta (1979).